# Moncalieri
Moncalieri (piemonti nyelven Moncalé) település Olaszországban, Piemonte régióban, Torino megyében. Lakosainak száma 56 117 fő (2023. január 1.). Moncalieri La Loggia, Nichelino, Torino, Villastellone, Vinovo, Cambiano, Carignano, Pecetto Torinese és Trofarello községekkel határos.

## Népesség
A település népességének változása:
| Lakosok száma | 57 387 | 57 530 | 57 234 | 56 117 |
|               | 2016   | 2017   | 2018   | 2023   |